# Beatport
Beatport és una botiga de música en línia estatunidenca centrada en la música electrònica propietat de LiveStyle. L'empresa té seus a Denver, Los Angeles i Berlín. Està orientada principalment als discjòqueis, venent cançons senceres i recursos que es poden utilitzar per a remescles. En el seu llançament, Beatport oferia cançons de 79 segells de música electrònica a clients de tot el món. Amb els anys, la companyia ha crescut i ampliat el seu catàleg de música per a incloure més artistes i gèneres com el house, techno, drum and bass i dubstep.
Creada el 2004, el servei va ser adquirit el 2013 per l'empresa de Robert FX Sillerman, SFX Entertainment, per un preu de 50 milions de dòlars. El 2014, com a forma d'ampliar el seu públic, Beatport es va expandir cap al contingut original de música dance, cobrint notícies de la cultura de l'EDM i oferint la reproducció de música sota demanda des del seu catàleg i esdeveniments en directe.
El febrer de 2019, Beatport va anunciar una empresa conjunta amb DJcity, formant Beatsource, una plataforma de venda al detall de música digital enfocada als DJ de format obert. Llavors Beatport comptava amb 450.000 clients actius i 35 milions de visitants únics per any. Totes les cançons de Beatport es proporcionen sense gestió de drets digitals. No hi ha restriccions sobre el nombre de dispositius als quals es pot transferir una cançó comprada ni el nombre de vegades que qualsevol cançó individual es pot gravar en un CD.